# Chaudenay-la-Ville
Chaudenay-la-Ville település Franciaországban, Côte-d’Or megyében. Lakosainak száma 38 fő (2022. január 1.). Chaudenay-la-Ville Chaudenay-le-Château, Sainte-Sabine, Thorey-sur-Ouche, Colombier, Crugey és Painblanc községekkel határos.

## Népesség
A település népességének változása:
| Lakosok száma | 47   | 23   | 23   | 32   | 43   | 44   | 44   | 41   | 39   | 38   |
|               | 1968 | 1982 | 1990 | 2006 | 2013 | 2015 | 2017 | 2019 | 2020 | 2022 |